# Tilen Hudrap
Tilen Hudrap, slovenski instrumentalist, pedagog, organizator, novinar * 1988, Slovenj Gradec

## Glasbena kariera
Odrasel je v Strojnski Reki na Ravnah na Koroškem. Na Ravnah je obiskoval osnovno šolo Prežihovega Voranca, šolanje pa je nadaljeval v Celovcu (Klagenfurt).  Z glasbo se je začel ukvarjati kot otrok, že pred začetkom osnovne šole, s pletoro klasičnih instrumentov. Bas kitaro je začel igrati na prelomu tisočletja.  Pred začetkom mednarodne glasbene kariere, tekom katere je igral z mnogimi velikimi imeni iz sveta heavy metala (Testament, Pestilence, Paradox, U.D.O, Vicious Rumors...) je igral v slovenskih skupinah Thraw, Wartune, Scepsis, Keller, Nature. Tekom več kot dvajsetletne kariere je igral v več kot petdesetih državah na štirih kontinentih, ter si delil odre z Iron Maiden, Judas Priest, Ozzy Osbourneom (Black Sabbath), Metallico, Scorpions, Rainbow, Slipknot, Faith no More, Sepulturo, Slayer, Megadeth in mnogimi drugimi na vseh največjih hard rock/heavy metal festivalih na svetu (Wacken Open Air, Sweden Rock, Alcatraz, Bang Your Head Festival!!!, Hellfest, PartySan Open Air, Summer Breeze, Rockhard, Barcelona RockFest itd.)
Kot prvi in edini slovenec v metal in rock glasbi je nastopil na globalnih svetovnih turnejah v Združenih državah Amerike (ZDA) - (New York, Detroit, Oakland, San Francisco, Oklahoma, Kansas, Indianapolis, Chicago, Albuquerque, Minnesota, Dallas,   San Antonio, El Paso, Atlanta, Phoenix, Seattle, Florida, North/South Carolina, Las Vegas, v Kanadi (Quebec, Toronto, Montreal), v Srednji in Južni Ameriki (Mehika, Honduras, Costa Rica, Panama, El Salvador, Guatemala, Argentina, Peru, Čile, Brazilija, Kolumbija, Urugvaj) in v skoraj vseh Evropskih državah (Norveška, Švedska, Finska, Danska, Nemčija, Španija, Italija, Romunija, Srbija, Hrvaška, Nizozemska, Francija, Madžarska, Poljska, Češka, Slovaška, Estonija, Latvija, Litva, Rusija, Kazakstan, Baskhortostan, Ukrajina, Avstrija, Liechtenstein, Angola, Luksemburg, Anglija, Švica, Bolgarija, Republika Irska, Severna Irska, Škotska, Slovenija), ter v Aziji (Kitajska, Japonska, Tajska). 
Svetovne turneje na vseh kontinentih je odigral tako z Vicious Rumors (Summer of Punishment/Live You to Death II/American Punishment/Concussion Protocol World Tour 2013-2018), U.D.O. (SteelFactory world tour, Game Over World Tour 2018-2022), Pestilence (Consuming the World/Fight the Plague world tour 2017/2018), Dirkschneider (After Corona Festival tour 2021/2022), DORO (pridružen za zadnje koncerte svetovne turneje Forever Warriors, Forever Proud), eni izmed največjih skupin v zgodovini metala, Testament, pa se je v Kanadi/Severni Ameriki pridružil tekom "Dark Roots of the Earth World Tour" leta 2015 pred več kot 75 000 ljudmi, ki je bila najvišje kotirana Testament plošča na vseh svetovnih lestvicah. Z brazilskimi heavy/power metalci NorthTale je igral v Aziji, kjer so se ustavili na Japonskem, Tajskem in Kitajskem. Na Kitajskem so posneli DVD pred več kot 70 000 glavo množico oboževalcev, ter izdali singlico za komad Shape Your Reality.

## Diskografija
- 2004 Wartune - Wartune (KKŠ)
- 2007 Wartune - Live at War (DVD) (CBS Records)
- 2008 Wartune - Future Projections (EP)
- 2010 Metalsteel - Entertainment, guest vocals on the title track (On Parole)
- 2011 Thraw - Doomsday Code (Haliaetum Records)
- 2013 Thraw- Decoding the Past (Metal Tank Records)
- 2014 Vicious Rumors- Live You To Death, American Punishment (SPV Records)
- 2015 Vicious Rumors- Concussion Protocol (SPV/Steamhammer)
- 2015 Paradox- Ballot or Bullet (AFM Records)
- 2016 Paradox- Pangea (AFM Records)
- 2017 Thraw- Gunshot Treatment
- 2017 Pestilence- Discarnate Entity
- 2017 Pestilence- Hypnotic (single, Decibel Mag. Records)
- 2017 Vicious Rumors- Live in Germany (DVD)
- 2018 Pestilence- Hadeon (Hammerheart Records)
- 2018 Dragonlord- Dominion (Spinefarm Records)
- 2020 U.D.O.- We Are One (AFM Records)
- 2021 U.D.O.- Live in Bulgaria - Pandemic Survival (AFM Records)
- 2021 U.D.O.- Game Over (AFM Records)
- 2021 Thraw- Century of Enslavement (single)
- 2022 U.D.O.- The Legacy (AFM Records)
- 2023 Dirkschneider

- Live in Wacken 2022 DVD
(Atomic Fire Records)
- 2023 Metalsteel- Spomenik - guest vocals on “Road Warriors”(Nika Records)
- 2024 Pomaranča- Vse Pesmi Kličejo za njo (Nika Records)